# Команди (Apple)
Команди (англ. Shortcuts, раніше англ. Workflow) — програма для створення візуальних сценаріїв, розроблена компанією Apple і доступна для операційних систем iOS, iPadOS, macOS і watchOS. Вона дозволяє користувачам створювати макроси для виконання певних завдань на своїх пристроях. Ці послідовності завдань можуть створюватися користувачем і він може ділитися ними онлайн через iCloud. Кілька підібраних команд також можна завантажити з інтегрованої галереї.
Команди активуються вручну за допомогою програми, віджетів швидкого доступу, аркуша спільного доступу та Siri. Їх також можна автоматизувати для активації після певної події, як-от часу доби, виходу із визначеного місця або відкриття програми.
Команди були спочатку створені компанією DeskConnect, Inc. (Арі Вайнштейн, Конрад Крамер, Вірал Пател і Нік Фрей) для конкурсу MHacks Winter 2014 і отримали перше місце як найкращий додаток для iOS.

## Історія
Робота над програмою програмою спочатку розпочалася як проєкт MHacks Мічиганського університету.
У 2015 році Workflow отримав нагороду Apple Design Awards за інтеграцію з функціями доступності iOS, такими як VoiceOver.
22 березня 2017 року Apple придбала Workflow за нерозголошену суму. Після покупки програмне забезпечення стало доступним безкоштовно. Супутнє оновлення також змінило деяких провайдерів послуг, які використовуються в додатку, на тих, що належать або яким віддає перевагу Apple, наприклад Apple Maps і Microsoft Translator, а також забезпечило закриту передачу робочих процесів до Галереї.
17 вересня 2018 року програма Workflow стала програмою Команди (англ. Shortcuts), яка запускає команди за допомогою Siri під управлінням iOS 12. Програму було анонсовано 4 червня 2018 року на WWDC 2018.
19 вересня 2019 року, після публічного запуску iOS 13, програма Команди стала програмою за замовчуванням, встановленою на всіх пристроях iOS 13.
7 червня 2021 року, на WWDC 2021, було анонсовано настільну версію програми Команди для macOS.